# The Mauritanian
The Mauritanian è un film del 2021 diretto da Kevin Macdonald.
Il film, adattamento cinematografico delle memorie 12 anni a Guantanamo (Guantanamo Diary) del 2015 di Mohamedou Ould Slahi, narra le vicende di quest'ultimo, detenuto nel campo di prigionia di Guantánamo dal 2002 al 2016.

## Trama
Mohamedou Ould Slahi, nato in Mauritania nel 1970, vince una borsa di studio e frequenta un college in Germania dove diventa ingegnere. Rientra in patria nel 2000 ed in seguito all'attentato dell'11 settembre, su richiesta degli Stati Uniti viene dapprima trattenuto dalle autorità mauritane, quindi trasferito in una prigione giordana, infine, nel 2002, viene trasferito presso il campo di prigionia di Guantánamo nell'isola di Cuba, dove viene trattenuto senza un'accusa o un processo. Qui viene sottoposto a pesanti torture al fine di ottenere una confessione. Slahi trova degli alleati nell'avvocato difensore Nancy Hollander e nella sua associata Teri Duncan. Insieme riescono ad arrivare ad un processo ove viene portata alla luce l'inconsistenza del profilo accusatorio e gli abusi subiti durante la prigionia. La loro controversa difesa, insieme alla scoperta di prove fabbricate per incolparlo, porteranno ad una ricerca della giustizia. Processato, nel 2010 ottiene la richiesta di rilascio ma, a seguito di ricorso del governo americano, rimane in carcere sino al 2016. Al rilascio rientra in Mauritania. Nelle immagini finali del film compaiono il vero protagonista della vicenda, Mohamedou Ould Slahi ed altri personaggi reali interpretati da attori nel film.

## Produzione
Il titolo iniziale del progetto era Prisoner 760.
Le riprese del film sono iniziate il 2 dicembre 2019 in Sudafrica.

## Promozione
Il primo trailer del film è stato diffuso il 1º dicembre 2020.

## Distribuzione
La pellicola, inizialmente fissata nel tardo 2020 e rinviata a causa della pandemia di COVID-19, è stata distribuita nelle sale cinematografiche statunitensi a partire dal 12 febbraio 2021, mentre in Italia arriva su Prime Video a partire dal 3 giugno 2021.

## Riconoscimenti
- 2021 - Golden Globe[4][5]
  - Migliore attrice non protagonista a Jodie Foster
  - Candidatura per il migliore attore in un film drammatico a Tahar Rahim
- 2021 - British Academy Film Awards[6]
  - Candidatura per il miglior film
  - Candidatura per il miglior film britannico
  - Candidatura per la miglior sceneggiatura non originale a Rory Haines, Sohrab Noshirvani e M. B. Traven
  - Candidatura per il miglior attore protagonista a Tahar Rahim
  - Candidatura per la miglior fotografia a Alwin H. Küchler
- 2021 - European Film Awards[7]
  - Candidatura per il miglior attore a Tahar Rahim
- 2021 - London Critics Circle Film Awards[8]
  - Candidatura per il film dell'anno
  - Candidatura per il miglior regista dell'anno a Kevin Macdonald
  - Candidatura per il miglior attore dell'anno a Tahar Rahim